# Astă seară dansăm în familie
Astă seară dansăm în familie este un film de comedie românesc din 1972, regizat de Geo Saizescu. Rolurile principale sunt interpretate de actorii Dem Rădulescu, Sebastian Papaiani, Vasilica Tastaman, Ioana Bulcă, Draga Olteanu Matei, Mariella Petrescu și Violeta Andrei.
Subiectul filmului îl reprezintă periplurile prin țară a doi escroci sentimentali, care se prezintă drept persoane respectabile și prind în plasă numeroase victime feminine de diferite vârste, de la care reușesc să obțină importante sume de bani în schimbul promisiunilor de căsătorie.

## Rezumat
Temistocle T. Temistocle (Dem Rădulescu) și Alecu A. Alecu (Sebastian Papaiani) sunt doi logodnici de profesie, care colindă prin țară pentru a escroca femeile dornice să se mărite. Ei consideră că meseria pe care o practică nu este brățară de aur (ca în proverb), ci „verighetă de aur”. 
În cursul tinereții sale, Temistocle a încercat mai multe meserii și afaceri, dar n-a fost mulțumit de niciuna dintre ele. Lui îi place să se considere „boem din naștere și escroc din filozofie”, „o ființă fără biografie, care și-a uitat trecutul și care iubește la nebunie prezentul”. El a căutat în ultimii ani o femeie sinceră și care dorea să-și construiască alături de el un viitor fericit și a constatat în cursul căutărilor că „nimeni nu se ocupă de fericirea femeilor părăsite, înșelate, singure, bătrâne și urâte”. Dându-și seama că lumea are încă o destulă doză de prostie care îi poate asigura un trai îmbelșugat, Temistocle a devenit escroc sentimental, considerând că „logodna este forma ideală a legăturii dintre bărbat și femeie pentru că este reciproc avantajoasă”. 
Spre deosebire de ceilalți escroci care lucrează în stil rudimentar, Temistocle se consideră a fi un maestru al genului, „singurul care lucrează în stil european”. El și-a luat ca ajutor pe mai tânărul Alecu, pe care-l învață secretele „meseriei” și de care se folosește în unele situații, uitând uneori să-l plătească. Cei doi își aleg victimele din anunțurile de mică publicitate publicate în ziare sau dintre femeile întâlnite întâmplător în cursul peregrinărilor prin țară.
În vara anului 1971, Temistocle o acostează în tren pe Stela (Stela Popescu), o roșcată cu un copil, care era furioasă după ce-și surprinsese soțul (interpretat de Mircea Mureșan) cu o amantă. Ea vrea să divorțeze, iar escrocul se prezintă a fi avocat și o convinge să intenteze divorț. Ajunși la ea acasă, Temistocle o seduce și primește 3.000 de lei pentru plata taxei de timbru. Sosirea neașteptată acasă a soțului îi face pe cei doi escroci să fugă pe furiș, în timp ce roșcata se împacă cu partenerul de viață.
După o zi petrecută la domiciliul lor din București în care Temistocle nu a reușit să seducă o blondă (Ioana Bulcă) pe care o avea în vedere de mai mult timp și față de care avea complexe de inferioritate, cei doi pleacă cu trenul la Iași. „Maestrul” se întâlnește acolo cu Alice (Mariella Petrescu), tânăra soție a unui domn bătrân și ramolit (Fory Etterle), de la care obține 5.000 de lei - chipurile, pentru a-și scoate din vamă un automobil Citroen cumpărat de la Paris.
Următoarea călătorie o fac la Turnu Severin, unde Temistocle se duce s-o întâlnească pe Gina (Violeta Andrei), fata directorului adjunct al trustului de alimentație publică (Nucu Păunescu). El o găsește acolo cu un amant, pe care-l tunde chilug și-l dă afară din casă. De la tatăl fetei obține 20.000 de lei pretinzând că o să plătească ultima rată de la vila aflată pe malul mării. 
Ajunși la București, Temistocle află că blonda a plecat la mare și vrea să se ducă și el acolo, dar întâlnirea în gară a Suzanei Pitulice (Maria Voluntaru) și a fraților ei pe care-i escrocase anterior îl determină să ia un tren ce mergea la munte. Cei doi escroci o abordează pe Mimi (Vasilica Tastaman) pe peronul gării din Poiana Țapului, folosind textele din scheciul Tanța și Costel. Temistocle o cere în căsătorie și obține 5.000 de lei pentru a-l aduce să cânte la nuntă pe Gianni Morandi. Părinții fetei (interpretați de Ștefan Mihăilescu-Brăila și Nineta Gusti) îl recunosc pentru că escrocul se logodise cu 2-3 ani în urmă cu o altă fată din Brașov. Ei nu sunt dispuși să-l lase să fugă, pentru că Mimi era „rea de muscă” și avea deja un copil din flori. În timpul drumului cu trenul spre București pentru a face cumpărături de nuntă, Alecu și Temistocle scapă pentru un moment de sub atenția părinților fetei și sar din trenul aflat în mers.
Lovindu-se în timpul săriturii din tren, cei doi sunt găzduiți câteva zile la o fermă de vaci. Temistocle o seduce pe doctorița veterinară Mary (Margareta Krauss Silvestrini); fata găsește jurnalul lui sentimental și-l citește, dar escrocul îi spune că scrie în timpul liber un roman de dragoste. Plecați de la fermă, cei doi escroci sunt văzuți de rudele lui Mimi care îi așteptau în gara din Breaza; după o urmărire pe câmp, ei sunt bătuți și li se iau toți banii. Temistocle și Alecu ajung la mare, unde învățăcelul o escrochează de 10.000 de lei pe Lăcrămioara (Draga Olteanu Matei), o văduvă de marinar care câștigase la pronosport.
Aflați în barul Potcoava de Aur, cei doi escroci sunt observați și prinși de frații Suzanei Pitulice. Temistocle este dus cu forța la Oficiul Stării Civile, unde este silit să se căsătorească cu Suzana Pitulice. După oficierea căsătoriei, cei doi fug și sunt luați de o mașină în care se afla un individ cu ochelari fumurii și cu baston (Geo Saizescu), care i-a urmărit peste tot. Profitând de un moment de neatenție al celor doi, individul le pune cătușele, dezvăluind că este ofițer de miliție. La volanul mașinii se afla blonda pe care Temistocle o curta intens.

## Distribuție
- Dem Rădulescu — Temistocle T. Temistocle, escroc sentimental
- Sebastian Papaiani — Alecu A. Alecu, ajutorul și partenerul său
- Vasilica Tastaman — Mimi, casieră la ADAS
- Ioana Bulcă — Blonda, ofițer de miliție sub acoperire
- Stela Popescu — Stela, o femeie dezamăgită de soț
- Draga Olteanu Matei — Lăcrămioara, o văduvă câștigătoare la loto (menționată Draga Olteanu)
- Mariella Petrescu — Alice, tânăra soție a unui domn bătrân și ramolit
- Violeta Andrei — Gina, fata directorului adjunct al trustului de alimentație publică
- Emilia Dobrin — rudă cu părinții lui Mimi
- Margareta Krauss-Silvestrini — Mary, doctorița veterinară
- Tamara Crețulescu — Corina, sora lui Mary
- Nineta Gusti — Marioara, mama lui Mimi
- Ștefan Mihăilescu-Brăila — nea Cristache, tatăl lui Mimi
- Maria Voluntaru — Suzana Pitulice, victimă a escrocului Temistocle
- Fory Etterle — Bebe, soțul lui Alice
- Geo Saizescu — Bizarul, ofițer de miliție
- Mircea Mureșan — soțul bețiv și infidel al Stelei
- Nucu Păunescu — directorul adjunct al trustului de alimentație publică
- Petre Gheorghiu — ofițerul de stare civilă
- Constantin Băltărețu — ruda cu mustață a părinților lui Mimi
- Traian Dănceanu — ruda care stă la masă lângă mama lui Mimi
- Gheorghe Naghi — rudă cu mustață a părinților lui Mimi
- Neli Constantinescu
- Avy Ștefănescu
- Rodica Mandache — Gherghina, menajera Ginei
- Elena Bodeanu – Nela, sora lui Alice
- Odette Ghițescu
- Lucia Toma
- Camelia Mihăilescu
- Ion Angelescu Moreni — finul lui Costache (ras pe cap)
- Temistocle Popa — ruda părinților lui Mimi
- Nicolae Nicolae
- Vasile Lupu
- Dimitrie Cucereanu
- Francesco Alessandro Bulcă — copil, rudă cu Mimi
- copilul Lulu — copilul Stelei
- Nicolae Dolea
- Vasile Popa — fratele Suzanei Pitulice
- Dumitru Crăciun — fratele Suzanei Pitulice
- Gheorghe Mazilu — fiul directorului adjunct al trustului de alimentație publică
- Aurel Grușevschi
- Constantin Păun
- Adrian Ștefănescu — cascador
- Elena Ioja — tipa cu care se întâlnește milițianul în fața casei lui Temistocle

## Producție

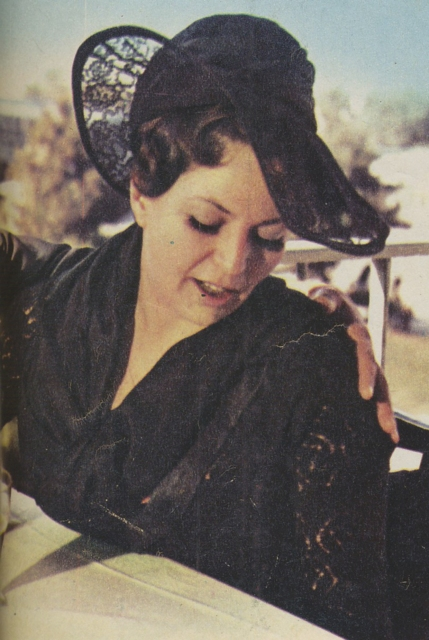
Draga Olteanu Matei, în rolul văduvei Lăcrămioara

Scenariul filmului a fost scris de prozatorul Ion Băieșu, în colaborare cu regizorul Geo Saizescu. Ion Băieșu era autorul cupletului umoristic cu Tanța și Costel (1967), în care rolurile celor doi protagoniști au fost interpretate de Coca Andronescu și Octavian Cotescu. El a pornit de la modelul abordării folosit în cupletul umoristic sus-menționat, schimbând identitatea personajelor și peisajul și preluând tema logodnicu1ui de profesie, la modă în acea vreme (pe scenele de teatru se juca în acea perioadă o piesă cehă cu acest subiect).
Filmul a intrat în faza de producție în vara anului 1971. Filmările au loc în perioada septembrie – noiembrie 1971 și s-au desfășurat la Turnu Severin, Brașov, Poiana Țapului, pe litoralul Mării Negre și la Buftea.
Pe lângă actorii profesioniști în film apar și trei regizori: Geo Saizescu, Mircea Mureșan și Gheorghe Naghi, precum și compozitorul Temistocle Popa. Acest film a reprezentat și debutul ca actor al lui Geo Saizescu, care a devenit nelipsit din filmele sale ulterioare, purtând o serie de elemente distinctive: ochelarii fumurii, pălăria, umbrela, pipa sau trabucul.
De asemenea, în scena de la masa organizată în casa părinților lui Mimi, personajul interpretat de Vasilica Tastaman, apare și copilul Francesco Alessandro Bulcă, fiul actriței Ioana Bulcă și viitor medic chirurg la Spitalul clinic de urgență Floreasca.
Regizori secunzi au fost Lucian Mardare și Nicolae Corjos. Consultant zoo-veterinar a fost dr. Horia Folosea. Muzica a fost compusă de Temistocle Popa și interpretată de Orchestra de Jazz a Radioteleviziunii Române dirijată de Sile Dinicu. Costumele au fost realizate de Dimitrie Ivancenco, dar cum acesta rămăsese în străinătate, afișele publicitare de la premieră și majoritatea surselor ulterioare nu îl menționează. Numele lui a rămas pe generic, scenograful Virgil Moise fiind creditat și el ca autor al costumelor. Sfârșitul filmului este marcat prin cuvântul italienesc Fine.
În primăvara anului 2010, Cătălin Saizescu, fiul regizorului Geo Saizescu, a lansat o versiune masterizată în format HD, cu sunet 5.1, a filmului Astă seară dansăm în familie.

## Recepție
Filmul Astă seară dansăm în familie a avut parte de un mare succes la public, fiind vizionat de 3.888.607 de spectatori la cinematografele din România, după cum atestă o situație a numărului de spectatori înregistrat de filmele românești de la data premierei și până la data de 31.12.2007 alcătuită de Centrul Național al Cinematografiei. El a fost relansat la 1 februarie 2002, fiind vizionat de încă 58 spectatori.
Într-un articol publicat în revista Cinema, criticul Alice Mănoiu a scris următoarele: „Comedia este construită cuminte, clasic, pe un comic mai mult de tipuri decât de situații, pe haz de replică mai mult decât pe hazul detaliilor cinematografice. Deși nu recunoaștem aici decât arar stilul regizorului Saizescu (umorul lui tandru, liric, din «Surâsul» și «Balul», ori ritmul îndrăcit, gagul matematic calculat, de un haz sec, modern al «Vecinilor»), presărat ici colo în câte o notă de ingenuitate romantică a unor personaje, nu înseamnă că acest Saizescu nu ne place.”. Comicul este considerat a fi mai ales de tipologii decât de situații, iar actorii mari care joacă în acest film „își dau replica gentil, intră în relații comice, nu dau recitaluri ca să se pună în fason”. Calitatea comediei este asigurată prin eforturile convergente ale actorilor care creează o atmosferă comică.
Criticul Călin Căliman afirma în Istoria filmului românesc (1897-2000) că filmul Astă seară dansăm în familie a lărgit paleta tematică și de gen a filmografiei lui Geo Saizescu, reprezentând „o schimbare de ton față de comediile anterioare: de la umorul cu inflexiuni lirice sau cu ramificații ironice, regizorul – preluând și înclinațiile noului scenarist, Ion Băieșu – a trecut la recuzita satirei”. Printre caracteristicile filmului sunt evidențiate gagurile, umorul pe alocuri absurd, peisajele frumoase și câteva șlagăre compuse de Temistocle Popa.
Criticul Tudor Caranfil a dat filmului două stele din cinci și a făcut următorul comentariu: „Logodnic de profesie, care își calculează „științific” loviturile, craidonul Temistocle și ciracul său Alecu evită, la limită, întâlnirea cu un soț gelos, se salvează de furia familiei păcălite sărind din trenul în mers și nimeresc peste niște amazoane veterinare la o fermă, fără a face nimănui vreun rău ireversibil. Temistocle este un Monsieur Verdoux îmblânzit de spațiul mioritic, într-o satiră cam lipsită de vervă scrisă de I. Băieșu, model inspirator și pentru o comedie epigonică difuzată 20 de ani mai târziu: Adio, dragă Nela. Câteva dintre frumusețile timpului colorează tipologia variată a „logodnicelor”.”